# 생방송 애국전선
《생방송 애국전선》(生방송 애국전선)은 민중의소리에서 제작하는 대한민국의 팟캐스트다. 방송 이름은 늘 '애국'을 강조하는 보수세력의 호기심을 끌기 위해 작명했다고 알려지나 확인되지는 않았다. 줄여서 '애전' 등으로 불린다.
'생방송 애국전선'은 한미FTA 국회 비준을 저지하기 위해 만들어졌으며 2011년 11월 23일 한미FTA 비준안이 국회 본회의를 통과하면서 인기를 모으기 시작했다. 이후 방송을 통해 통합진보당 이정희 대표를 총사령관에, 김선동 의원을 사령관에 임명하면서 한미FTA 폐기를 주장하고 있다.
방송소재는 한미FTA를 중심으로 카메룬 다이아몬드, 강정해군기지 등 사회적 현안으로 넓혀가고 있으며 2012년 2월18일 국방부가 '종북방송'으로 규정한 이후 군에 대한 비판의 목소리를 높이고 있다.

## 고정 출연진
- 현석훈 (민중의소리 정치부)
- 조태근 (민중의소리 경제부)
- 정혜림 (민중의소리 아나운서)
- 최영일 (문화평론가)
- 최한욱 (시사평론가)